# ヒメウタスズメ
ヒメウタスズメ（学名：Melospiza lincolnii）は、スズメ目ホオジロ科に分類される鳥類の一種。

## 分布
新北区に生息する。